# جورج إليوت بارتون
جورج إليوت بارتون (بالإنجليزية: George Elliott Barton)‏ هو سياسي نيوزلندي، ولد في 1827، وتوفي في 1906. انتخب عضو مجلس النواب نيوزيلندا.